# Фокс, Лиам
Лиам Фокс (англ. Liam Fox; род. 22 сентября 1961, Ист-Килбрайд, Южный Ланаркшир, Шотландия) — министр обороны Великобритании с мая 2010 по 14 октября 2011 года. Министр международной торговли Великобритании с 13 июля 2016 по 24 июля 2019 года в первом и втором кабинетах Терезы Мэй.

## Биография
Окончил медицинскую школу Университета Глазго. На выборах 1992 года был избран в Палату общин; с тех пор регулярно переизбирался. В 1992—1997 годах занимал различные должности в министерствах внутренних дел и иностранных дел, а также в казначействе.
В 1999—2003 годах был теневым министром здравоохранения. В 2003—2005 годах был одним из двух сопредседателей Консервативной партии. В мае-декабре 2005 года непродолжительное время был теневым министром иностранных дел. В сентябре 2005 года Фокс выдвинул свою кандидатуру на выборы нового лидера Консервативной партии, который, в отличие от технического поста председателя партии, позволял определять партийную политику. Во втором туре голосования Фокс проиграл, получив 51 голос против 57 голосов у Дэвида Дэвиса и 90 голосов у Дэвида Кэмерона. 6 декабря Фокс стал теневым министром обороны.
В 2003 году голосовал за вторжение в Ирак. Также голосовал против равных прав представителям сексуальных меньшинств, против углубления интеграции в Евросоюз, за выборную Палату лордов. Фокс является сторонником присутствия британских войск в Афганистане.
12 мая 2010 года стал новым министром обороны в правительстве Дэвида Кэмерона. 14 октября 2011 года подал в отставку из-за скандала со включением своего друга из The Atlantic Bridge в состав официальных делегаций.
13 июля 2016 года Дэвид Кэмерон ушёл в отставку с должности премьер-министр Великобритании после того, как на референдуме о членстве Британии в ЕС британцы проголосовали за выход Великобритании из ЕС. Преемником Кэмерона стала министр внутренних дел Великобритании Тереза Мэй, в новом кабинете министров Терезы Мэй был назначен на должность министра международной торговли.